# Actinella laciniosa
Actinella laciniosa é uma espécie de gastrópode  da família Hygromiidae.
É endémica da Madeira.